# 蛇綠岩套
蛇綠岩套是一種具特定垂直的岩石序列，反映了海洋地殼的構造。所以一般人所觀察到的這種岩套都經歷過破壞性板塊運動，如仰沖，才能抬升至海平面上。

如上圖所示，岩套的頂層是0.3公里厚的深海沉積物如燧石，然後是0.3-0.7公里的噴出性枕狀玄武岩、1-1.5公里無間斷的片狀岩脈、2-5公里的入侵性輝長岩，最底層是代表地幔的橄欖岩。

## 例子
- 格羅斯莫恩國家公園（加拿大紐芬蘭）
- 特羅多斯山（塞浦路斯）
- 麥覺理島（澳洲塔斯馬尼亞外島）
- 新喀里多尼亞主島大部分
- 巴拉望島南部 （菲律賓）
- 費特勒島（英國蘇格蘭）
- 泰陶半島（智利）

1. ↑  Ben-Avraham, Z., (1982)